# Juvencus
Juvencus (de son nom complet : Gaius Vettius Aquileius Juvencus) est un poète latin chrétien de la première moitié du IVe siècle, d'origine hispanique. 

## Biographie
Juvencus était prêtre. 
Il est l'auteur de la première épopée latine chrétienne connue, un poème en quatre livres intitulé Evangeliorum libri ; Juvencus s'inspire principalement de l'Évangile selon Matthieu, même s'il emprunte quelques passages et certains détails aux autres évangélistes. Le texte constitue une sorte de vie de Jésus où le poète recompose en style poétique les principaux épisodes des évangiles. On peut cependant déceler, dans l'ajout ou l'omission de certains détails, des intentions catéchétiques, exégétiques ou polémiques en lien avec les débats qui agitent l'Église de son temps. Dans sa préface, Juvencus oppose son poème, salutaire et véridique, aux mensonges des anciens poètes (Virgile et Homère) et invoque l'Esprit-Saint pour remplacer la Muse inspiratrice. Le texte comprend plus de 3 000 hexamètres et s'inspire pour l'essentiel du style de Virgile, mais Juvencus paraît bien connaître l'ensemble de la poésie romaine classique. La dédicace finale à Constantin Ier, alors apparemment seul empereur, permet de dater avec vraisemblance le poème vers 325 ou peu après.
Juvencus aura une grande influence sur les poètes chrétiens de la fin de l'Antiquité comme Cyprianus Gallus, de l'époque carolingienne, ainsi que sur Pétrarque.

## Œuvre
- Historia Evangelica. Exemplaire du livre IV en ligne sur Overnia (MS 243)
  - trad. fr. Les Quatre livres des Évangiles, éd. bilingue, texte établi et traduit par Anne Fraïsse, Jean Meyers et Jean-Noël Michaud, Paris, Les Belles Lettres, Collection des universités de France, Série latine - Collection Budé, 354 p., 2024  (ISBN 978-2251015026)